# New Lisbon (Wisconsin)
New Lisbon est une localité du comté de Juneau dans l'état du Wisconsin.

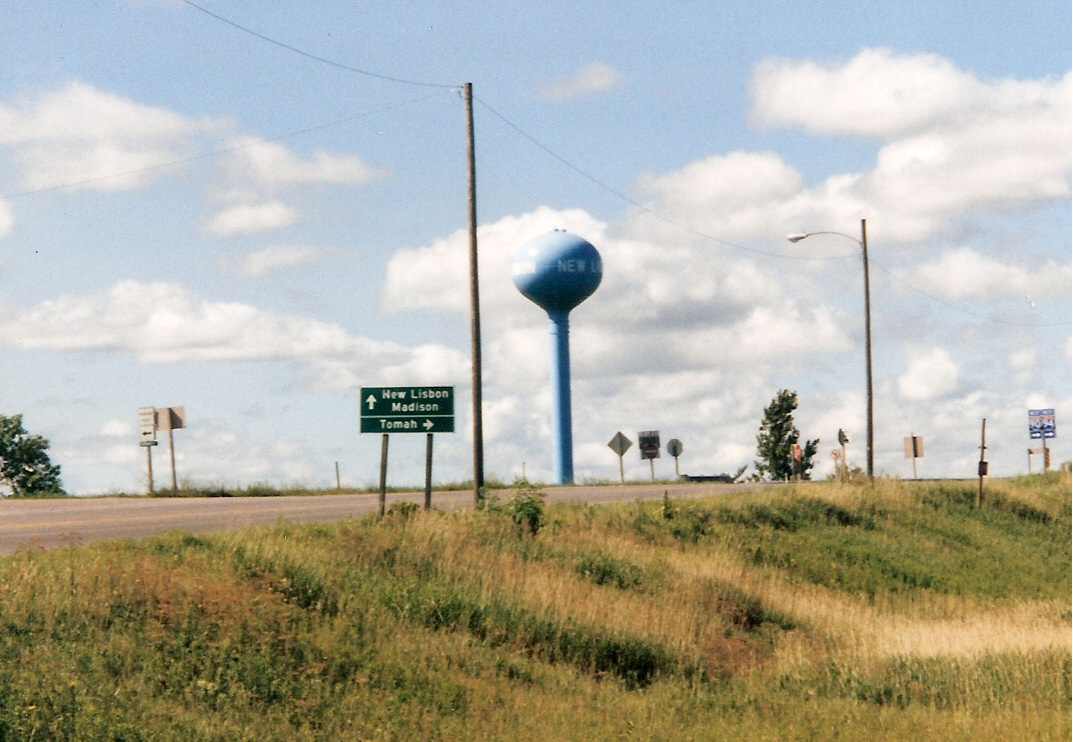

Sa population était de 2 554 habitants en 2010.